# Claysse (rivière)
Pour les articles homonymes, voir Claisse.
 (février 2014).
La Claysse est une rivière du sud-est de la France qui coule dans les départements de l'Ardèche et du Gard, dans les régions Auvergne-Rhône-Alpes et Occitanie. C'est un affluent de rive gauche de la Cèze, elle-même affluent du Rhône.

## Géographie
La Claysse prend sa source près du hameau de Chadouillet. Elle traverse les communes de Saint-André-de-Cruzières, Saint-Sauveur-de-Cruzières et Saint-Jean-de-Maruéjols-et-Avéjan où se trouve son confluent.
La longueur de son cours est de 21,9 kilomètres.
Le bassin versant de la rivière la Claysse est le Rhône.

## Affluents et confluents
La Claysse a dix-neuf tronçons affluents référencés dont :
- le ruisseau du Grand Valat (rg), 3,5 km sur la seule commune de Saint-Sauveur-de-Cruzières avec deux affluents :
  - le Ravin de Bredouladou (rd), 1,1 km sur la seule commune de Saint-Sauveur-de-Cruzières.
  - le ruisseau de Chaulier (rd), 1,6 km sur la seule commune de Saint-Sauveur-de-Cruzières.
- le ruisseau de Fosse (rg), 5 km sur la seule commune de Saint-Sauveur-de-Cruzières avec un affluent :
  - le ruisseau des Fons (rd), 1,3 km sur la seule commune de Saint-Sauveur-de-Cruzières.
- le Valat de Lérou (rd), 1,3 km sur les cinq communes de Saint-Bres, Saint-Victor-de-Malcap, Saint-Sauveur-de-Cruzières, Rochegude, et Saint-Jean-de-Maruéjols-et-Avéjan avec trois affluents :
  - le ruisseau du Liron, 1,1 km sur les deux communes de Saint-Bres, Saint-Sauveur-de-Cruzières.
  - le Valat de Malmontade, 1,5 km sur les deux communes de Saint-Bres, Saint-Victor-de-Malcap.
- le ruisseau de Gramaise (rd), 1,7 km sur les deux communes de Saint-Victor-de-Malcap et Rochegude.
- Le Rébézou (rg), 4,1 km sur la seule commune de Saint-Jean-de-Maruéjols-et-Avéjan.

Le rang de Strahler est donc de trois.

## Hydrologie
La Claysse traverse une seule zone hydrologique 'La Cèze du Ruisseau de Peyrol au ruisseau de Malaygue inclus' (V545) de 163 km2.